# Cossa (Fußballspieler)
Marco Antonio Alvarez Ferreira, auch Cosa sowie zumeist Cossa genannt (* 20. Juli 1964 in Copiapó), ist ein ehemaliger brasilianischer Fußballtorhüter und heutiger -trainer.

## Karriere

### Spieler
In seiner Karriere war er bei einer Vielzahl von Klubs. Dies wären der FC Santos (1979), Jabaquara AC (1981), AA Portuguesa (von 1983 bis 1985), CA Juventus (1987), Nacional (1990), EC XV de Novembro (1991), noch einmal AA Portuguesa (1994), EC São Bento (1995), der Fortaleza EC (1996) und die AD Confiança (1996).

### Trainer
Nach seiner Karriere als Spieler schlug er eine Karriere als Torwart-Trainer ein. Als solcher waren seine erste Station die Suwon Samsung Bluewings in Südkorea, wo er bis 2003 blieb und in diesem Jahr zudem noch beim Chunnam Dragons FC beschäftigt war. Im Team von Pim Verbeek war er ab Sommer 2006 im Trainerstab der südkoreanischen Nationalmannschaft. Dort blieb er bis Ende 2007. Anschließend verdingte er sich im Iran beim Piroozi FC in der zweiten Jahreshälfte 2008 als Co-Trainer und wurde ab 2009 wieder Torwart-Trainer bei al-Dhafra in den VAE, wo er unter einer Vielzahl von Cheftrainern arbeitete.
In Japan war er dann ab Anfang 2013 für gut zwei Jahre bei Shimizu S-Pulse aktiv. Danach folgte ab Mai 2016 eine Station bei Buriram United in Thailand, wo er wieder unter Afshin Ghotbi arbeitete, bei welchem er zuvor in Japan schon einmal im Team war, diesmal jedoch sogar als Co-Trainer. Nachdem die Zeit hier mit ihm nach gut vier Monaten wieder vorbei war, war er mit ihm dann ab Dezember 2016 bei SJZ Ever Bright in der Volksrepublik China, wo sie nun bis September 2018 aktiv waren. Ein zweites Mal im Iran folgte er ihm dann im November 2018 auch zu Foolad, wo beide nun bis Mai 2019 aktiv waren. Nach dem Sommer 2019 kehrten beide zu SJZ Ever Bright zurück, wo ihre gemeinsame Zeit schließlich im September 2021 endete.
Seit Januar 2023 ist er nun als Assistent Teil des Trainerstabs der chinesischen Frauenfußballnationalmannschaft und nahm mit dieser an der Fußball-Weltmeisterschaft 2023 teil.